# Severinova cesta do temnot
Severinova cesta do temnot je román pražského, německy píšícího spisovatele Paula Leppina z roku 1914. V češtině koloval vyšel v roce 1989 v samizdatu v překladu Jaroslava Achaba Haidlera, oficiálně pak vydalo román v roce 1992 nakladatelství Concordia v překladu Aleny Bláhové. Dílo, jež bývá řazeno k novoromantismu, pojednává o mladém pražském úředníkovi jménem Severin, kterého jeho vlastní rozporné nálady přivádějí do temnoty zoufalství a erotických vášní. V příběhu vystřídá několik milenek – mírnou Zdenku, tragickou Karlu a Zuzanu a chlípnou Miladu. 

## Děj
Protagonistou je třiadvacetiletý Severin, pražský úředník. Schází se se Zdenkou, která jej však nechává chladným. Podzimní Praha v něm probouzí tajuplné pocity a ovládá jej podivný zmatek. Jeho společníkem se stane Lazarus Kain, stařičký antikvář se zálibou v erotické literatuře, a společně sní o dávných časech, které se již nikdy nevrátí. Seznámí Severina se svou dcerou Zuzanou a pak též s malířem Konrádem. Právě u něj se Severin setkává s černě oděnou dámou, která jej již před lety oslnila – nyní se dozvídá, že jde o zpěvačku Karlu, původně z Národního divadla, která vinou pohlavní nemoci ztratila hlas. Žena se stane jeho milenkou. Pozná též Nikolause, bohatého, poněkud záhadný okultista a student filosofie, o kterém se říká, že se dopustil vraždy. Čtením z ruky Severinovi předpoví vážnou a velkolepou budoucnost; začnou spolu trávit večery a Severin s Nikolausem hovoří o svých milostných dobrodružstvích a o případech sebevraždy, kterou nedokáže pochopit. Když se náhodou Severin na jarmarku potká se Zdenkou, stále oddanou, ale zestárlou a unavenou, krutě ji odmrští. Krátce poté mu Nikolaus daruje ze své sbírky „čínský jed“. Severin se po nocích neklidně toulá městem a vysedává v hostincích, nakonec se vrací za Nikolausem a položí mu otázku, jaké to bylo zabít člověka.
Konrád spáchá sebevraždu. Severin se účastní jeho pohřbu a vzpomíná na jiný pohřeb, kterého se účastnil v dětství, když čeští bojovníci za samostatnost pochovávali jednoho ze svých mučedníků. Uvědomí si, že Karla vypadá ztrhaně, a žena mu potvrdí, že v minulosti měla s mrtvým vztah. V řeznictví Severin zakoupí kus masa a otráví ho; pak zamíří za antikvářovou dcerou Zuzanou, informuje ji o Konrádově smrti a ukáže jí otrávené maso. „Smrt“, kterou drží v ruce, však dá havranovi. Následujícího dne se vrátí do antikvariátu s kamenem a ztrápeně si uvědomí, že přišel, aby starého Kaina zavraždil. Když narazí na Zuzanu a uvědomí si, že dívka je těhotná, v hrůze uprchne. Vrátí se za Zdenkou a oznámí jí, že ji miluje, právě když na Vltavě pukají ledy.
Následuje spokojený život se Zdenkou. Znovu nadchází léto. Na procházce kolem řeku si Severin vybaví podobou situaci z dětství a vzpomene si na tetu Reginu, která žila společně se starou slečnou, zbožnou prodavačkou doutníků. Uvědomí si, že dlouho nebyl v kostele. Koupí a rozdělí dětem před pomníkem císaře Františka cukrové špalky a pak se v malostranském kostele sv. Mikuláše modlí vedle jeptišky, která jej fascinuje. Karla si zatím společně s přítelem, Nathanem Meyerem, dědicem velkého majetku po ruské pivovarnické rodině, zřídí ve vnitřním městě vinárnu, kterou sama vyzdobí a kam pravidelně dochází také Nikolaus. Hlavní atrakcí se stává mladá a uhrančivá zpěvačka Milada. Od antikváře Kaina se Severus dozvídá, že Zuzana porodila v nalezinci, ale dítě je mrtvé. Severin během letní dovolené bloumá městem a vchází do kostelů. Hledá jeptišku, kterou si „úplně bezdůvodně pokřtil Regina“ a která mu podivně splývá v jednu osobu s Miladou.
S končící dovolenou a blížícím se podzimem se stupňuje Severinův neklid. Nathan Severinovi vykládá o tom, že má přístup k výbušninám a ještě drsnějším prostředkům lidské destrukce – tím nejhorším má být jeho vinárna Pavouk. Severin dál bloudí městem a vzpomíná na dětství a české písně, touží po prostém štěstí a pronásleduje dvojici milenců, na kterou náhodou narazí. Nakonec si uvědomí, že touží po Miladě. Znovu se s ní setkává u Pavouka, kde mu dívka sdělí, že měla sestru Reginu, jež bývala jeptiškou. Pak se stane jeho obratnou a zkaženou milenkou. Jednoho dne si vezme úbor jeptišky a Severin ji oslovuje „Regino“. Krátce poté Nathan Severinovi sdělí, že „je to mrcha“. Druhého dne Milada Severina odmítne. Protagonista uteče až ke hřbitovům na předměstí a pak k selskému statku – když si uvědomí, že zde spáchal před časem sebevraždu mladý důstojník, častý návštěvník Pavouka, dojde mu, že měl za sebou patrně podobnou zkušenost s Miladou jako on sám. 
Severin se zhroutí a onemocní. Nathan jej varuje, aby k Pavoukovi již nikdy nechodil – a současně jej nechá zmocnit se nebezpečné trhaviny. Severin se však do vinárny vrátí a sleduje, jak je k němu Milada chladná a jiné muže, včetně Kaina, si předchází. Roztrpčený Severin znovu uniká a připomíná si Nathanova slova – že i on, Severin, patří „k bratrstvu“, k páriům, vrahům a poznamenaným. Zazvoní u Zdenka, ale když se ho dívka zeptá, proč přišel, opět odchází. Vrací se k Pavoukovi, kde právě Milada nechává o svou přízeň hrát loterii. Severin si koupí poslední los – za své poslední peníze. Když jeho los vyhraje, přizná se, že přišel, aby všechny zabil výbušninou – ale neudělá to, protože znovu získal Miladu. Ve smrtelné hanbě se rozpláče.

## Okolnosti vydání
Severinova cesta do temnot poprvé vyšla roku 1914 v Mnichově, v době, kdy na scénu již vstupovala mladší generace tvůrců jako Franz Werfel, Max Brod či Franz Kafka. Text vydalo nakladatelství Delphin-Verlag po přímluvě Alfreda Kubina, který oceňoval „magické odhalení spodních proudů podivuhodného města“ a zpodobnění typického dobového dekadenta, vykořeněné romantického dobrodruha a snílka, který ve střetu s realitou nemůže obstát.
V roce 1989 byl vydán samizdatový překlad románu do češtiny, jeho původcem byl Jaroslav Achab Haidler a knihu vydalo nakladatelství Dämmerung-Verlag. Překladatelka Alena Bláhová, která měla provést korektury pro porevoluční vydání, se rozhodla přeložit jej znovu – s Leppinem ji sblížila především skutečnost, že mu dvě básně věnovala Else Lasker-Schülerová.

## Interpretace
Dílo výrazně tematizuje Prahu, její ulice a zákoutí; Leppin započal tímto románem období zaměření na „motiv reálného města“, který pak přetrvává i v dalších prozaických a poetických dílech. Severinovo jméno je odkazem na protagonistu Masochovy Venuše v kožichu. zatímco pro postavu Nikolause byl předobrazem Leppinův přítel Gustav Meyrink. Neurčité, rozporné nálady, novoromantická tajuplnost a erotičnost a temnota v lidské duši jsou důvodem, proč text nese podtitul „Gespensterroman“, tedy strašidelný román.
Většina dobových recenzentů vnímala jako klíčovou úlohu Prahy, v níž lze většinu událostí a scén lokalizovat. Město s jeho velkolepou historií je pro protagonistu vězením. František Václav Krejčí v recenzi uvedl, že právě Praha určuje Severinovu cestu do tmy, protože  se svou historičností a melancholií je původcem atmosféry „jedovaté melancholie a ničivé erotiky“, která utváří osud pražského Němce. Jiří Karásek ze Lvovic vnímal tento aspekt díla dokonce negativně, neboť Severinovo bloudění městem chápal jako bloudění cizince, který vnímá jen přítomnost, nikoliv minulost – tento dojem postavil do kontrastu k minulostí opojeným pražským popisům Felixe Tévera (Anny Lauermannové).
Podle Ivany Vízdalové jde v případě Severinovy cesty do temnot o hrůzu „daleko hlubší“ než u strašidelných historek, neboť tajemno a děs v sobě skrývá na první pohled obyčejný běh každodenního života. Pravoslav Kneidl popsal atmosféru románu jako „tíživé zoufalství bez špetky naděje“.
Pavel Eisner podtrhl roli „českých Magdalen“ na utváření románu – upozornil, že kolem protagonisty, německého muže Severina, se točí hned čtyři ženy, z toho jedna Židovka a čtyři Češky. Zdenku popisuje jako „pokornou milenku“, pěvkyni Karlu jako „tragickou záletnici, modelovanou podle skutečnosti“ a nevěstku Miladu jako „ztělesněný sexus necans a lidského pavouka“, ale současně „tajemného blížence světice“. Podle Eisnera se však o těchto ženách a podstatě jejich přitažlivosti v textu čtenář téměř nic zásadního nedozví – až na občasné zmínky o slovanské krvi a slovanském půvabu. Dodává pak, že místo skutečných lidských osudů se Leppin soustřeďuje na jednostranné, lyricky a meditativně stylizované prvky, na osoby umučené svými smysly a věčnou temnotou.